# Даогопак
Даогопак — повноколірний тритомний мальований авантюрно-пригодницьких графічний роман-блокбастер про пригоди козаків-характерників із лицарського ордену магів і майстрів бойових мистецтв Запорізької Січі. Графічний стиль графічного роману можна охарактеризувати як суміш стилів західних коміксів та японської манґи.
Перший том під назвою «Даогопак: Анталійська ґастроль» вийшов у 2012 році. Другий том під назвою «Даоґопак: Шляхетна любов» з'явився у 2014 році. У 2016 році вийшов третій том коміксу під назвою «Даоґопак: Таємниця Карпатського Мольфара».

## Синопсис
За сюжетом, три козаки — Олесь Сковорода, Тарас Пересічеволя, і характерник Мозговий відправляються з розвідувальною місією до Туреччини під виглядом мандрівних артистів. Таке завдання ставить їм кошовий Отаман. Вони мають визволити полонених козаків, яких змушують працювати на нового султана в Анталії. Але в справу втручаються негадані сили та обставини. Вони несподівано зустрічаються з японською дівчинкою Арі-сан та охоронцем сина Султана. Це змінює долю молодого козака Олеся.
Автори поставили перед собою непросте завдання — продемонструвати світу легендарні міфи української історії. Адже наша культурна спадщина сповнена героями, які очікують виходу у світ. Але найважливішою задачею, яку хотіли виконати автори та художники, — це, щоб читач знайшов героя у самому собі.

## Бестіарій
- Олесь Скоровода — козак; Син Запорізького коша і загальний улюбленець. Неодноразово перемагав у щорічних танцювально-бойових змаганнях Всієї Січі. Чудово володіє технікою стрибкового бою, в розніжці вражає 4 цілі одночасно. Відзначений спеціальним оберегом Січових Старців. У цій книзі проходить післядипломну бойову практику від Кафедри контррозвідки та шпигунства Січової Бурси. Мріє стати справжнім характерником. Дуже перспективний воїн.

- Арі-сан, куноїчі — дівчинка-ніндзя; Сирота, донька благородного офіцера імператорського палацу Японії. Втратила своїх батьків під час приходу до влади сьогунів. Була вихована в синь-даоському монастирі як воїн-шпигун. Володіє отрутами, технікою перевтілення, і здатна розуміти емоції людей без слів. Найкращий охоронець у своєму класі. Здатна вести бій будь-якими підручними засобами в закритих приміщеннях. Довго тренувалася на кухні. Була подарована від гріха подалі Сегуном Токугавою турецькому Султану на знак подяки за секрет дублення шкіри для обладунків. У цій книзі шукає свою справжню любов.

- Бандурист Мозговий — мовчазний характерник; Справжнього імені не знає ніхто. Викладач Кафедри контррозвідки та шпигунства Січової Бурси. Віртуозно володіє інженерною справою і є автором бойової техніки «ріжучих струн». Здатний зачаровувати супротивника магічним виконанням козацьких балад власного творення на 64-струнній бандурі. У цій книзі приймає практичні іспити Олеся в умовах бойового завдання. Про що мріє — не говорить. Найкращий Січовий механік.

- Тарас Пересічеволя на прізвисько «Лінивий» — стройовий козак; Отримав своє прізвисько за неодноразове «та мені шось ліниво» у відповідь на будь-яке прохання козаків. Обожнює смачно поїсти, свій позашляховий віз, домашніх тварин і няньчитися з дітьми. Дуже добрий, проте запасливий козак. Завдяки своєму апетиту опанував унікальну техніку «сталевого живота». Дбав про Олеся в дитинстві, практично замінивши йому батьків. Мріє про власний млин і сімейне господарство. Досвідчений аграрій.

- Султан — глава Турецької імперії; Багато років мріяв про сина. Після народження спадкоємця втратив інтерес до державних справ, і весь час приділяє йому. Віддає перевагу миру, адже війна вимагає постійної роботи. Любить розважатися і будувати палаци, чим часто спустошує державну скарбницю.

- Мати — старша дружина Султана; Донька відомого козака-характерника. В юності була захоплена в Україні яничарами й відправлена в турецький полон. Потрапила в гарем, причарувала і стала улюбленою дружиною Султана. Завдяки своїй магічній спадковості зуміла подолати закляття Візира і народила Султану єдиного спадкоємця імперії — Осман-бея.

- Візир — головний радник; Свого часу працював ще на батька нинішнього турецького Султана. Інтриган і чорнокнижник. Отримав свою високу посаду, переступаючи через життя людей. Любить війну, надзвичайно жорстокий, злопам'ятний і скупий. Наклав таємне закляття безнасліддя на Султана, що призвело до народження у того 404 дочок поспіль без єдиного хлопчика. Мріє захопити владу в Султанаті та завоювати весь світ. Сильний чорний маг.

- Ассасіни: Хасан і Ахмет, — Нерозлучна пара професійних вбивць. Виконують складні замовлення Ордена Ассасинів. Постійно курять кальян і ведуть безперервні філософські диспути. Володіють отруйними та вибуховими речовинами. Мріяти їм заважають брудна робота і шкідливі умови життя. Розуміння істини змінюється у них по 3 рази на день, одночасно з появою галюцинацій. Іноді вирікають дійсно цікаві думки, але швидко їх забувають.

- Гусяр II — гусак, пернате; Стверджує, що виховувався при дворі російських царів і просто відстав від царського обозу. Часто вставляє у свою розмову іноземні вислови. З гордістю носить аристократичні символи та атрибути розкоші, насмикані їм на своєму нелегкому шляху. Ходили чутки, що якийсь час він тусувався з голубами, але він все заперечує. Часто потрапляв у клітину циганського цирку, де й познайомився з татуйованим кабаном. Мріє про власне озеро з мармуровим будиночком в княжому парку.

- Окіст — нахабний кабан, тварина. Стверджує, що ще молодим поросям відкривав Америку разом з Колумбом. Напевно, бреше. Багато часу провів подорожуючи з пройдисвітами в різних морях. Татуйований від хвоста до п'ятачка, і володіє всіма морськими лайками. Завдяки хамському характеру і неймовірному нахабству йому неодноразово вдавалося уникнути поїдання. Куди прагне — невідомо. Любить бруд і вульгарну розкіш. Саме тому спілкується з гусаком.

## Екранізації
У 2017 році з'явилася інформація про можливу екранізацію коміксу.

## Оригінальне видання
- Прасолов, Максим; Чебикін Олексій, Колов, Олег (2012). Даоґопак: Анталійська ґастроль. Київ: Nebeskey. с. 64 стор. ISBN 978-966-4395-50-9. {{cite book}}: Недійсний |nopp=n (довідка) (частина 1)
- Прасолов, Максим; Чебикін Олексій, Колов, Олег (2014). Даоґопак: Шляхетна любов. Київ: Nebeskey. с. 64 стор. ISBN 978-966-1568-95-1. {{cite book}}: Недійсний |nopp=n (довідка) (частина 2)
- Прасолов, Максим; Чебикін Олексій, Колов, Олег (2016). Даоґопак: Таємниця Карпатського Мольфара. Київ: Nebeskey. с. 64 стор. ISBN 978-966-9735-83-6. {{cite book}}: Недійсний |nopp=n (довідка) (частина 3)

## Переклади іншими мовами
У 2016, майже одночасно з оригіналом українською, вийшов переклад 3-ьої частини коміка польською одночасно у київському видавництві «Nebeskey» та варшавському «Wydawnictwo Timof i Cisi Wspólnicy». До цього вже з'явилися переклади першого та другого томів польською.
- Prasolov, Maksim; Čebikìn; Oleksìj, Kolov; Oleg (2013). Daogopak: Anatolijskie tournée. Tłumaczenie: Paweł Timofiejuk. Kyiw: Nebeskey. с. 62 стор. ISBN 9788363963972. {{cite book}}: Недійсний |nopp=n (довідка) (частина 1)
- Prasolov, Maksim; Čebikìn; Oleksìj, Kolov; Oleg (2014). Daogopak: Szlachetna miłość. Tłumaczenie: Paweł Timofiejuk. Kyiw: Nebeskey. с. 63 стор. ISBN 9788363963941. {{cite book}}: Недійсний |nopp=n (довідка) (частина 2)
- Prasolov, Maksim; Čebikìn; Oleksìj, Kolov; Oleg (2016). Daogopak: Tajemnica karpackiego molfara. Tłumaczenie: Paweł Timofiejuk. Warszawa: Wydawnictwo Timof i Cisi Wspólnicy. с. 64 стор. ISBN 9788365527103. {{cite book}}: Недійсний |nopp=n (довідка) (частина 3)[9]